# Asha-Rose Migiro
Asha-Rose Migiro, née Mtengeti le 9 juillet 1956 à Songea (Tanzanie), est une avocate et femme politique tanzanienne.

## Biographie

### Enfance, éducaton et débuts
Asha-Rose Migiro effectue des études de droit à l'université de Dar es Salaam dans les années 1980, études qu'elle a complétées au début des années 1990 à l'université de Constance, en Allemagne, par un doctorat.

### Carrière
Après son doctorat, elle entreprend une carrière universitaire puis entre dans la fonction publique. En 1997, elle devient membre de la Commission de réforme des lois en Tanzanie, et en 2000, membre du Comité des Nations unies pour l’élimination de la discrimination à l’égard des femmes. Puis elle est, pendant cinq ans, ministre du Développement communautaire, de la Parité et du Bien-être des enfants.
Quand Jakaya Kikwete devient président de la République de Tanzanie, il renforce la présence des femmes dans le gouvernement et, dans ce cadre, la nomme ministre des Affaires étrangères, poste qu'elle occupe de janvier 2006 à janvier 2007 ; elle est la première femme à exercer cette fonction,. En 2007, elle est choisie par Ban Ki-moon comme vice-secrétaire générale de l'ONU, fonction qu'elle exerce du 1er février 2007 au 1er juillet 2012, date à laquelle le suédois Jan Eliasson lui succède. Elle est nommée en 2012 envoyée spéciale du secrétaire général des Nations unies pour le VIH/sida en Afrique. Elle est ministre de la Justice de 2014 à 2015.

## Vie privée
Elle est l'épouse de Cleophas Migiro. Ils ont deux filles.